# Ilha do Tesouro (Ontário)
A Ilha do Tesouro, também conhecida como Mindemoya, é uma ilha no Lago Mindemoya, situado na Ilha Manitoulin, que fica no Lago Huron. Considerada a maior ilha de Manitoulin, a Ilha do Tesouro é a maior ilha do mundo que fica em um lago em uma ilha dentro de outro lago. A ilha não tem residentes permanentes, mas existem algumas cabanas de férias. A Ilha do Tesouro fica a uma altitude de 200 metros acima do nível do mar, com seu ponto mais alto sendo cerca de 225 metros acima do nível do mar. Tem cerca de 1,4 km de comprimento e cerca de 400 metros de largura.

## História
Em 1883, a ilha foi comprada por $60 por William McPherson, um subchefe da polícia de Toronto. Quarenta e cinco anos depois, em 1928, a ilha foi vendida para Joe e Jean Hodgson. Os Hodgsons estabeleceram um acampamento turístico na ilha. O Treasure Island Resort, como era chamado, permaneceu em operação até que Joe Hodgson morreu em 1968. Jean tentou administrá-lo, mas não teve sucesso. O resort foi vendido algumas vezes e degradado. Finalmente, a família Moeller de Spencerville, Ohio, comprou a Ilha do Tesouro em 1980. Tornou-se então um retiro corporativo e familiar.

## A lenda de Mindemoya
De acordo com a tradição local, a Ilha do Tesouro foi originalmente chamada de Mindemoya, devido à forma distinta da ilha: subindo em uma das extremidades até uma colina longa e plana, com uma queda acentuada para uma área curta e baixa na outra extremidade. De acordo com a lenda, um grande chefe que viveu em Sault Ste. Marie, Ontário, tinha uma esposa que não lhe dava paz. Frustrado, ele a chutou fazendo a mesma voar pelos céus. A palavra "Mindemoya" supostamente significa "traseiro de velha". A ilha emprestou seu nome ao Lago Mindemoya e, por sua vez, à vila de Mindemoya, Ontário. A ilha foi rebatizada de "Ilha do Tesouro" por um operador turístico que construiu um resort no início do século XX.